# インディオの小径
「インディオの小径」（いんでぃおのこみち、Caminito del Indio）は、アタウアルパ・ユパンキ作詞作曲のフォルクローレ

## 概要
1929年発表の曲で、アルゼンチンのフォルクローレ第一人者のアタウアルパ・ユパンキのデビュー作である。
YouTubeでも、いくつかアップロードされている。
日本語訳が掲載されているサイトもある